# Llista de monuments de Tortosa

Terme municipal de Tortosa en el Baix Ebre

Llista de monuments de Tortosa inclosos en l'Inventari del Patrimoni Arquitectònic Català per al municipi de Tortosa (Baix Ebre). Inclou los inscrits en lo Registre de Béns Culturals d'Interès Nacional (BCIN) amb la classificació de monuments històrics, los Béns Culturals d'Interès Local (BCIL) de caràcter immoble i la resta de béns arquitectònics integrants del patrimoni cultural català.
A causa de l'extensió dels elements inventariats, la llista se subdivideix en dues àrees:
- Llista de monuments de Tortosa (ciutat), pel nucli de població de Tortosa.
- Llista de monuments de Tortosa (nuclis), per la resta de nuclis del municipi: Bítem, Campredó, Jesús, els Reguers i Vinallop.